# Impatiens henryi
Impatiens henryi är en balsaminväxtart som beskrevs av Ernst Georg Pritzel och Friedrich Ludwig Diels. Impatiens henryi ingår i släktet balsaminer, och familjen balsaminväxter. Inga underarter finns listade i Catalogue of Life.